# عبد الله آل سالم
عبد الله آل سالم (بالإنجليزية: َ Abdullah Al Salem)‏؛ مواليد 19 ديسمبر 1992 في الدمام ، السعودية، هو لاعب كرة قدم سعودي يلعب في نادي الخليج .
كانت بداياته مع نادي الخليج و أعاره الخليج لنادي الاتفاق في عام 2013 و إنتقل إلى نادي الفيحاء عام 2017 و أعير إلى نادي النصر مطلع 2019 و وقع مع نادي الاتفاق مطلع عام 2020 . وانتقل الى نادي الخليج مطلع عام 2023 ولعب معهم حتى نهاية موسم 2024/2025 .

## روابط خارجية
- عبد الله آل سالم على موقع قاعدة بيانات كرة القدم.إي يو (الإنجليزية)
- عبد الله آل سالم على موقع Soccerway.com (الإنجليزية)